# Tommy Milton
Tommy Milton, född den 14 november 1893 i Saint Paul, Minnesota, USA, död den 10 juli 1962 i Mount Clemens, Michigan, USA, var en amerikansk racerförare.

## Racingkarriär
Milton började tävla 1914, och blev efter några år förare på nationell nivå inom den amerikanska racingen, och kom att dominera det nationella mästerskapet tillsammans med Jimmy Murphy i början av 1920-talet. Milton kom att vinna Indianapolis 500 två gånger, vilket han gjorde 1921 och 1923, och genom detta kom han att bli den första föraren att vinna två stycken gånger i tävlingen. Dessutom lyckades han också vinna det nationella mästerskapet säsongen 1921, och även komma tvåa vid tre tillfällen, samt att han dessutom vann hela 20 delsegrar i mästerskapet. Efter karriärens slut kom Milton att vara engagerad i Indianapolis Motor Speedway, och var chefsfunktionär under 1950-talets tävlingar, innan han var tvungen att sluta på grund av den sjukdom som tog hans liv 1962.